# Phaeotabanus litgiosus
Phaeotabanus litgiosus är en tvåvingeart som först beskrevs av Walker 1850.  Phaeotabanus litgiosus ingår i släktet Phaeotabanus och familjen bromsar. Inga underarter finns listade i Catalogue of Life.